# Джонсон, Том
Том Джонсон (англ. Tom Johnson; 18 ноября 1939, Грили, Колорадо, США — 31 декабря 2024, XI округ Парижа) — американо-французский композитор, музыкальный теоретик и музыкальный критик, один из наиболее значительных представителей музыкального минимализма. С 1983 года жил в Париже.

## Биография
Родился в Грили, штат Колорадо, США. Окончил Йельский университет, частным образом учился композиции у Мортона Фелдмана. В 1972—1982 годах музыкальный обозреватель нью-йоркской газеты The Village Voice — статьи из газеты собраны в сборник «Голос новой музыки» (англ. The Voice of New Music; 1989).

### Произведения
Основные сочинения Джонсона — «Опера четырёх нот» (англ. The Four Note Opera; 1972) и «Опера по Риману» (нем. Riemannoper; 1988, по «Музыкальному словарю» Гуго Римана), «Оратория Бонхёффера» (нем. Bonhoeffer Oratorium; 1996, на текст теологических трудов Дитриха Бонхёффера). Для саксофониста Даниэля Кинци Джонсон написал ряд произведений — в том числе «Коров Нараяны» (англ. Narayana's Cows) и «Петли Кинци» (англ. Kientzy loops; премия «Виктуар де ля мюзик» за лучшее академическое сочинение, 2001), — построенных на музыкальном представлении логико-геометрических построений (в «Петлях Кинци», в частности, представлены кольцевые орнаменты с острова Вануату). Многие сочинения Джонсона написаны для исполнения по радио: «Я слушаю хор» (фр. J'entends un choeur; 1993), «Мелодические машины» (нем. Die Melodiemaschinen; 1996), «Время слушать» (англ. A Time to Listen; 2004) и др.
Развёрнутый комментарий к собственной музыке Джонсон дал в теоретическом труде «Самоподобные мелодии» (англ. Self-Similar Melodies; 1996).

### Смерть
Умер 31 декабря 2024 года в возрасте 85 лет.